# Полякова, Терезия
Тере́зия Поля́кова (чеш. Terézia Poliaková; род. 2 апреля 1989, Брезно, Среднесловацкий край) — словацкая биатлонистка, участница Зимних Олимпийских игр в Сочи. Завершила карьеру в 2020

## Биография
Участвует на этапах Кубка мира с сезона 2012/2013. В 2013 году впервые приняла участие в Чемпионате мира, который проходил в чешском Ново-Место. В его рамках она заняла 47-е место в индивидуальной гонке.
14 декабря 2014 года на этапе в австрийском Хохфильцене Полякова впервые в своей карьере набрала кубковые очки в розыгрыше 2014/2015, финишировав в гонке преследования на 28-м месте.

### Участие в Олимпийских играх
| Год  | Место проведения | Спринт | Гонка преследования | Индивидуальная гонка | Масс-старт | Эстафета | Смешанная эстафета |
| ---- | ---------------- | ------ | ------------------- | -------------------- | ---------- | -------- | ------------------ |
| 2014 | Сочи             | —      | —                   | 66                   | —          | LPD      | —                  |